# Juhász Ödön
Pánfalvi és hajasi, másként Nemespanni Hajas Juhász Ödön, teljes nevén: Juhász Ödön János Imre (Buda, 1865. február 13. – Budapest. 1937. június 6.) magyar királyi kincstári jogügyi tisztviselő, újságíró, műfordító, Juhász Aladár zeneszerző és zongoraművész testvére.

## Életútja
Pánfalvi-Hajas Juhász Endre (András) ügyvéd és Gluzéky Krisztina fia. Tanulmányait a budai főgimnáziumban kezdte, de súlyos családi okok miatt nem folytathatta tovább, hanem saját maga fenntartása céljából kénytelen volt a pénzügyminisztériumban hivatalt vállalni. Emellett dr. Babics Kálmán, volt tanára biztatására a korán megnyilvánult írói tehetségét tovább fejlesztette. A budapesti szépirodalmi körnek nyolc évig elnöke volt, ahol több felolvasást tartott. 1891. november 16-án a budai kapucinusok templomában vezette oltárhoz Jankó Gizellát. 72 éves korában hunyt el szívgyengeség és agyérelmeszesedés következtében, a Farkasréti temetőben helyezték nyugalomra.

## Újságírói és irodalmi munkássága
Cikkei megjelentek az Ország-Világban (1884. A szerelem, allegorikus kép, majd a lap rendes munkatársa lett); a Magyar Háztartásnak 1884-től belső munkatársa, majd segéd-szerkesztője volt, a lap szépirodalmi részét vezette, több cikket és egy regényt is írt a lapba. Az Amerikai Nemzetőrnek 1885-től hat évig volt budapesti levelezője és ez alatt A szinésznő c. hosszabb regénye is ott jelent meg; a Ponori Thewrewk Árpád által alapított Haza és Külföld c. folyóiratba is 1885-től több cikket írt (1886. A spanyol drámaköltészet, A mai angol irodalomról, 1887. Hölderlin Frigyes; három évig szerkesztette is a lapot). Munkatársa volt a Tomor Ferenc által szerkesztett Közoktatásnak (1887. Két új görög színműíró: Zambelios és Panagiotis), majd a Közművelődésnek és Harmoniának. Cikkeket írt a Magyar Szemlébe (1890. A művészeti s természeti szépről); négy évig levelezője volt a Felvidéki Közlönynek. Fordította Moritz Gottlieb Saphir műveit (néhányat a Budapestbe), a norvég Jonas Lie műveit (Életfogytiglan elítélve c. novellája a Budapestben 1894-95-ben jelent meg), és Alexander Kielland munkáit. Hajlama főleg a kritikai és esztétikai cikkek írásában nyilvánult meg; ezek közül nevezetesebbek: A nép nyilvánulása, Utánzás a művészetben, Az emlékező tehetségről. A spanyol dráma költészet, Az olasz líra képviselői, A Cid-románczok, Petrarca, Shakespeare, Párhuzam Shakespeare és Calderon között, Ányos Pál, Kazinczy költészete, A szerelmes tárczaíró, dicséretet nyert pályamű, Úti Kaland, A fatalista, A jó hazafi stb., melyek a nevezett hírlapokban jelentek meg.

## Műve
- Idealismus és realismus, Kassa, 1888.

Kéziratban van A füleki menyegző c. ötfelvonásos történeti tragédiája versben.